# Audioslave (album)
Audioslave – debiutancki album grupy Audioslave wydany w 2002 roku.
Pierwsza w dorobku młodego zespołu płyta studyjna. Została nagrana w Los Angeles. Producentem albumu został Rick Rubin. Na płycie znajduje się 14 utworów, z czego 4 wydano jako single: Cochise, Like a Stone, Show Me How To Live oraz I Am The Highway. Do pierwszych trzech piosenek powstały teledyski promujące płytę.

## Lista utworów
1. Cochise (Audioslave/Cornell) – 3:42
2. Show Me How to Live (Audioslave/Cornell) – 4:37
3. Gasoline (Audioslave/Cornell) – 4:39
4. What You Are (Audioslave/Cornell) – 4:09
5. Like a Stone (Audioslave/Cornell) – 4:53
6. Set It Off (Audioslave/Cornell) – 4:23
7. Shadow on the Sun (Audioslave/Cornell) – 5:43
8. I Am the Highway (Audioslave/Cornell) – 5:34
9. Exploder (Audioslave/Cornell) – 3:26
10. Hypnotize (Audioslave/Cornell) – 3:26
11. Bring Em Back Alive (Audioslave/Cornell) – 5:29
12. Light My Way (Audioslave/Cornell) – 5:03
13. Getaway Car (Audioslave/Cornell) – 4:59
14. The Last Remaining Light (Audioslave/Cornell) – 5:17

## Twórcy
- Chris Cornell – wokal
- Tom Morello – gitara
- Tim Commerford – gitara basowa
- Brad Wilk – perkusja